# François Du Puy
François Du Puy, anche Dupuis o Dupuy ((LA)  Franciscus de Puteo; (IT)  Francesco del Puy; Saint-Bonnet-le-Château, 1450 – Grande Chartreuse, 15 settembre 1521) è stato un monaco cristiano, teologo e giurista francese, ministro generale dell'Ordine certosino come Dom François II.

## Biografia
Figlio di Pierre du Puy, nacque a Saint-Bonnet le Château, nel Forez, nel 1450. Seguì studi giuridici che lo portarono a conseguire un dottorato in utroque iure. Fu vicario generale e ufficiale di Valencia. Morì il 15 settembre 1521 nel monastero della Grande Chartreuse. Fu priore generale dell'ordine dal 1503, 34° priore dopo San Bruno.

### Umanista cristiano
L'aspirazione alla riforma della Chiesa nella seconda metà del XV secolo, ed una profonda riflessione sul ruolo e sulla missione del vescovo, portarono François Du Puy alla stesura di un importante trattato sulla visita pastorale (De Visitatio pastoralis). Sarà il principale ispiratore del vescovo di Grenoble, Laurent I Allemand de Laval , O.S.A., che accompagnerà nelle sue visite pastorali.
Si ispirò, dopo averla studiata a lungo, alla Summa Moralis di sant'Antonino da Firenze, pubblicata a Norimberga nel 1486-1487 e che acquisì mentre era ancora a Valencia. I primi paragrafi riguardano l'ispezione dei locali e della chiesa (Visitatio rerum), l'indagine sui chierici e sui fedeli (Visitatio hominum) nonché la visita alle cappelle, agli ospedali, ai lebbrosari e alle confraternite. Egli tende a fare dell'insegnamento pastorale, della predicazione del vescovo, uno dei momenti chiave della visita. Allo stesso modo, la devozione eucaristica, l'ostentazione del Santissimo Sacramento, che segue l'esame della riserva eucaristica - Corpus Domini - è uno dei primi momenti salienti della visita pastorale.

#### Biblioteca personale
Lasciò in eredità alla Grande Chartreuse la sua importante biblioteca, comprendente i suoi duecentodieci incunaboli e una decina di manoscritti, trasferiti nel 1803-1813 in applicazione dei decreti di sequestro della Rivoluzione francese e conservati fino ad oggi presso la biblioteca comunale di Grenoble. I suoi appunti di lettura riflettono una profonda vita spirituale, dalla lettura di Giovanni Cassiano che lo aiutò a comprendere la sua vocazione certosina, alle meditazioni di san Bernardo sulla Vergine, passando per i sermoni di Leone Magno. La sua cultura è profondamente iscritta nella tradizione dottrinale e giuridica medievale, ma aperta al presente.
Un quarto della sua biblioteca è costituito da opere di diritto canonico e civile, tra cui i grandi commenti di Azzone da Bologna, Bartolo da Sassoferrato, Baldo degli Ubaldi, o le decretali di Guglielmo Durante, il Niccolò Tedeschi e Giovanni d'Andrea. Una parte significativa di opere contemporanee testimoniano la sua cultura aperta e attuale, tra cui ad esempio la Somme (Summa Ecclesiastica) di Juan de Torquemada, opere di Gerson, Pierre d'Ailly. Il quaranta per cento dei titoli sono dedicati all'ambito strettamente religioso: da Alberto Magno a Riccardo di Mediavilla. Importante raccolta di sermoni, opere di ascesi e devozione, in testa alle quali vi sono le opere di Ludolfo di Sassonia. Quasi il 30% del fondo riguarda l'umanesimo; appassionato di storia, lesse tutti i grandi autori dell'antichità latina e greca, e studiò filosofi come Aristotele, Platone e Plotino. Più di un quarto dei contenuti è costituito da opere di diritto civile o di diritto canonico, ovvero 57 titoli. Conosceva anche i grandi autori dell'Italia a lui contemporanei, attratti sia dagli umanisti che dai riformatori. Tra questi grandi autori italiani (8 volumi) c'è una superba edizione veneziana della Divina Commedia di Dante del 1491.
La creazione di questa biblioteca è stata il lavoro di una vita a giudicare dalle date di edizione o dal periodo di acquisto (un terzo dei volumi riporta l'indicazione della situazione dell'acquirente, il titolo ad esempio). La durata della creazione di questa biblioteca è comprovata in un periodo di circa 25 anni.

#### Al servizio del vescovo di Grenoble
Laurent I Allemand riconobbe in François Du Puy il valore di un'ispirazione eccezionale e lo nomina funzionario e vicario generale della diocesi di Grenoble. Tra i due uomini si instaurò una collaborazione stretta e costante. Uomo d'ordine e eminente organizzatore, attuò la riforma degli ufficiali nel 1491. Stimolò decisamente il vescovo nel suo ufficio attraverso le sue riflessioni e i suoi trattati, e nello sviluppo della sua dottrina pastorale, comprovata dalle visite pastorali dal 1506 al 1508 del vescovo senza la presenza di Du Puy, modellate sul modello di visite pastorali definite da Du Puy stesso durante il periodo della loro collaborazione tra il 1488 e il 1506.
La sua carriera è costellata di opere importanti che riflettono le sue qualità di amministratore e riformatore, in particolare il trattato sulla visita pastorale e la stesura degli statuti sinodali del 1495 destinati alla formazione del clero, di cui si occupò di distribuirli attraverso facendoli stampare nei torchi di Grenoble per distribuirli gratuitamente a tutti i sacerdoti della diocesi. Riconosciamo in queste due opere principali l'ispirazione per Laurent I Alleman. Scrisse la grande pouille del 1497 e riorganizzò nel 1499 gli archivi del vescovado di Grenoble.

### Priore generale
Dopo aver fondato la cappella Notre-Dame de Pitié a Saint-Bonnet le Château, entrò all'età di 50 anni nella Grande Chartreuse, dove divenne priore generale 3 anni dopo, nel 1503. Eminente amministratore, è fautore della terza compilazione degli Statutes dell'ordine che fece pubblicare a Basilea nel 1510 da Amerbach, dell'archivio (2600 atti raccolti nel Repertorum generale), nonché della raccolta degli atti antichi della Certosa conosciuta come la Grand Cartulaire composta principalmente nel 1507, in due grandi volumi in folio di 520 pezzi. La sua vocazione eremitica favorisce la sua meditazione e la sua interiorità che troviamo espressa ad esempio nel suo commento ai salmi, la Catena Aurea, pubblicato all'inizio del XVI secolo. Lascia numerose note a margine durante le sue letture, riflettendo le sue preoccupazioni e la vita profonda della sua mente. La missione specifica che assunse come priore generale della Certosa fu l'esaltazione della memoria del fondatore, san Bruno: ne scrisse in particolare la biografia (Vita Brunonis) ddi cui è conservata una copia presso la biblioteca comunale di Grenoble,  fu postulatore della sula causa di beatificazione.

## Opere
- De Visitatio pastoralis
- Nove Constitutiones seu statuta synodalia Ecclesie gratianopolitane, 1495.
- Grand Pouillé de 1497
- Statuta et privilegia ordinis Cartusiensis, Bâle, 1510-1511.
- Catena aurea super Psalmos, Parigi, 1510.
- Vita Sancti Brunonis, primi institutoris ordinis cartusiensis, Bâle, 1515
- Cartularii de litteris instrumentis et aliis documentis Majoris Domus Cartusie